# Hot Stuff (1929)
Hot Stuff is een Amerikaanse filmkomedie uit 1929 onder regie van Mervyn LeRoy.

## Verhaal
Barbara Allen heeft een baan als pompbediende. Ze wordt naar school gestuurd, nadat haar tante een schikking heeft gekregen in een rechtszaak. Haar tante is zelf nooit getrouwd en ze wil erop toezien dat Barbara een betere toekomst krijgt. Op school gedraagt Barbara zich stoer door te roken en te drinken.

## Rolverdeling
| Acteur           | Personage     |
| ---------------- | ------------- |
| Alice White      | Barbara Allen |
| Louise Fazenda   | Tante Kate    |
| William Bakewell | Mack Moran    |
| Doris Dawson     | Thelma        |
| Ben Hall         | Sandy McNab   |
| Charles Sellon   | Wiggam        |
| Buddy Messinger  | Tuffy         |
| Andy Devine      | Bob           |
| Larry Banthim    | Agent         |